# Andrés Eloy Blanco (Sucre)
Andrés Eloy Blanco è un comune del Venezuela situato nello Stato di Sucre.
Il capoluogo del comune è la città di Casanay.